# Stazione di Marinella (Altamura)
La stazione di Marinella è una stazione ferroviaria della ferrovia Bari-Matera-Montalbano Jonico.

## Storia
La stazione è stata costruita nel 1915. Col passare del tempo, però, il traffico della stazione è drasticamente sceso, data anche la lontananza dai centri abitati.

## Strutture e impianti
La stazione, gestita da FAL, è collocata nella Masseria Marinella, a pochi chilometri da Altamura, di fronte alla SS99 che collega Altamura a Matera.
All'interno del fabbricato, in stato di semi abbandono, è presente una piccola sala d'attesa. La stazione dispone di 2 binari passanti il primo dei quali servito da marciapiede, mentre per il secondo è disponibile una banchina in terra battuta.

## Movimento
L'impianto è servito da 18 treni regionali, operati da FAL nell'ambito del contratto di servizio stipulato con le regioni interessate.

## Servizi
La stazione dispone di una piccola sala d'attesa.
- Sala d'attesa